# Kalmár Zsolt
Kalmár Zsolt (Győr, 1995. június 9. –) magyar válogatott labdarúgó.

## Pályafutása

### Klubcsapatokban

#### Fiatal évei
2005-ben került a Győri ETO akadémiájára, ahol végig járta a korosztályos csapatokat. A 2012-2013-as szezonban megkapta a lehetőséget, hogy a Győri ETO II csapatában pályára léphessen mindössze 17 évesen. 2012 októberében a holland élvonalbeli Feyenoord csapatánál volt próbajátékon.
2012. október 13-án első alkalommal került a Győri ETO második csapatának kispadjára, amely a magyar másodosztályban szerepelt. Sándor István a klub akkori vezetőedzője végül nem küldte pályára. 2013. március 3-án debütált a Zalaegerszeg ellen 1-0-ra elvesztett mérkőzésen, amelyen kezdőként lépett pályára és végig ott is maradt. A BKV Előre SC, a Soproni VSE, majd a Bajai LSE elleni mérkőzéseken kezdőként lépett pályára és mindegyik mérkőzésen végig ott is maradt. Április 20-án megszerezte első gólját a Csákvári TK ellen 3-3-s döntetlent hozó mérkőzésen az 1. percben. A szezon során 7 mérkőzésen lépett pályára a második csapatban és 1 gólt szerzett.

#### Győri ETO
A felnőttek között a 2012–13-as szezonban 2 alkalommal pályára küldte Pintér Attila a klub akkori menedzsere. 2013. május 19-én a Budapest Honvéd ellen bemutatkozott a magyar első osztályban és a 13-as mezszámot viselte. Második mérkőzését az Egri FC ellen játszotta és megszerezte első gólját a 3-2-re megnyert idegenbeli mérkőzésen.
A 2013–14-es szezonban a felnőtt keret tagja lett véglegesen. Az idénynyitó Szuperkupa-mérkőzésen gólt szerzett a DVSC ellen a Puskás Ferenc Stadionban 3-0-ra megnyert mérkőzésen. 2013 decemberében a holland élvonalban szereplő Heerenveen szerette volna leigazolni Kalmárt, de a klubja ezt visszautasította. 2014. március 8-án a Pécsi Mecsek ellen 5-2-re elvesztett bajnoki mérkőzésen a 22. percben Varga Roland passzából megszerezte csapata második gólját. Május 3-án a Puskás Akadémia ellen 1-0-ra megnyert mérkőzésen a kapuba tekerte a labdát a mérkőzés 59. percében.
A szezont a tavalyi bajnoki cím után a Debrecen mögött a második helyen zárták Horváth Ferenc irányítása alatt. A szezon végén megkapta az év felfedezettje díjat az Magyar Labdarúgó-szövetségtől.

#### RB Leipzig
Ralf Rangnick személyesen nézte meg a Kazak labdarúgó-válogatott elleni mérkőzését Kalmárnak, mivel szerették volna szerződtetni a fiatal magyar játékost. A görög élvonalbeli Olimbiakósz SZFP klubja is érdeklődött Kalmár iránt. A Red Bull szóban megállapodott a Győri vezetőséggel Kalmár átigazolásáról, aki az osztrák FC Red Bull Salzburg vagy a német RB Leipzig csapatába fog kerülni.
2014. július 28-án 5 évre írt alá a Bundesliga 2-be frissen feljutó RB Leipzig csapatához. 2014. augusztus 22-én debütált a klubban a Erzgebirge Aue elleni bajnoki mérkőzésen a 79. percben váltotta csereként Joshua Kimmicht. November 30-án lépett kezdőjátékosként először pályára az SV Sandhausen elleni mérkőzésen, majd Alexander Zorniger a 80. percben cserélte le Stefan Hierländerre. December 12-én a 17. fordulójában az RB Leipzig 1–0-s győzelmet aratott a Greuther Fürth otthonában. A vendégeknél Korcsmár Zsolt is pályára lépett , Kalmár 25 percnyi játéklehetőséget kapott és egy sárga lapot is összeszedett. A Lipcse Katarban edzőtáborozott a téli szünetben, a Qatar Sports Club elleni felkészülési mérkőzésen Kalmár a 2–1-re megnyert mérkőzésen győztes gólt szerzett. 2015. február 15-én a bajnokságban hazai pályán 1–0-s vereséget szenvedettek az FSV Frankfurttól, kezdő tizenegyben kapott helyet, és végig a pályán volt. A szezon során 17 bajnokin lépett pályára és ezen mérkőzésen két sárga lapot szerzett.
A 2015–16-os szezon előtti felkészülési időszakban 5–4-re legyőzte az angol élvonalbeli Southamptont az ausztriai Bischofshofenben. A szünetben állt be a csapatba és a 67. percben góllal járult hozzá a lipcseiek sikeréhez. Augusztus 23-án a 4. fordulóban lépett először pályára a szezon során a bajnokságban, az utolsó negyedórára állt be, de hazai pályán 1–0-ra kikaptak így is a St. Paulitól. A következő mérkőzésen az 1. FC Union Berlin ellen a 69. percben lépett pályára csereként. Két perccel később szabadrúgását Daniel Haas bravúrral védett, de a 83. percben azonban már tehetetlen volt, Kalmár beadása után Michael Parensen a saját kapujába juttatta a labdát. 2016. január 10-én a téli szünetben a második félidőben lépett pályára a német hatodik ligás FC Eilenburg elleni felkészülési mérkőzésen, és a 64., a 75., valamint a 90. percben talált be a kapuba. A mérkőzést a Lipcse 13–0-ra nyerte meg. A bajnokságban 4 alkalommal lépett pályára, és kevés játék lehetőség miatt a klubja kölcsön akarta adni, érdeklődött a Fortuna Düsseldorf, az FSV Frankfurt, a Ferencváros és a Sturm Graz is érte. Január 20-án a svájci FC St. Gallen elleni felkészülési mérkőzésen a 48. percben a saját maga által kiharcolt tizenegyesből egyenlített.
A 2016–17-es szezont az élvonalban kezdte meg csapatával. A felkészülési időszak alatt a Karlsruher SC erősen érdeklődött iránta. Július végén a Rot-Weiss Erfurt is érdeklődést mutatott a magyar játékos iránt. A spanyol SD Eibar elleni felkészülési mérkőzésen a 60. percben állt be, és Marcel Sabitzer gólját ő készítette elő. Augusztus 20-án a kupában a 117. percben beállt és a büntetőpárbajban ő lőtte az első tizenegyest, ami a kapuba ment. Dominik Kaiser azonban hibázott, és mivel Gulácsinak nem sikerült hárítania egyetlen büntetőt sem, így a Leipzig búcsúzott a sorozattól. A bajnokságban az első csapatban a kispadon kapott szerepet és csak a tartalék csapatban játszott, ezért jelezte a vezetőség felé, hogy szeretne kölcsönbe menni más klubhoz. 2017 januárjában góllal járult hozzá csapata, a 6–0-s győzelméhez a portugál harmadik ligás SC Farense elleni felkészülési mérkőzésen. A második félidei csapatban lépett pályára, és az 58. percben ő szerezte az ötödik gólt. A Sturm Graz továbbra is érdeklődött iránta, valamint a Haladás és a Brøndby is. Az átigazolási időszak végén a Lipcse elfogadta a dánok ajánlatát.

#### RB Leipzig II
A felnőtt csapat mellett a tartalék csapatban is szerepelt. 2015. március 15-én az ötödosztályú SSV Markranstädt ellen debütált és a csapattal megnyerték a bajnokságot. A következő szezonban is pályára lépett a tartalékok között, július 26-án a negyedosztályú Budissa Bautzen ellen kezdőként végig a pályán maradt és gólpasszt adott Alexander Siebecknek. Az FSV 63 Luckenwalde ellen idegenben 3–1-re megnyert mérkőzésen gólt szerzett. November 22-én a 33. percben talált be a keletnémet rekordbajnok BFC Dynamo hálójába, ám együttese így is kikapott 2–1-re hazai pályán. A 2016–17-es szezonban a Lokomotive Leipzig ellen gólpasszt jegyzett. 2016. november 20-án a Carl Zeiss Jena  ellen az első gólt szerezte a 3–0-ra megnyert találkozón. A Berliner AK 07 ellen kezdő volt, s ő szerezte csapata harmadik, negyedik és ötödik gólját. 5–3-ra nyertek és a harmadik gólját a 92. percben, tizenegyesből lőtte.

#### FSV Frankfurt
2016. január 28-án bejelentették, hogy 2016 június 30-ig szóló kölcsön szerződést kötött a Bundesliga 2-ben szereplő FSV Frankfurt csapatával. Új klubjában a 13-as mezszámot kapta meg. 2016. február 7-én a Karlsruher SC elleni mérkőzésen debütált, csereként állt be a 69. percben. Március 2-án az MSV Duisburg elleni mérkőzésen megszerezte első gólját is. A mérkőzés 48. percében Fanol Perdedaj visszagurítása után a bal alsó sarokba lőtte a labdát, amely még az egyik védő lábán is megpattant. 12 mérkőzésen egy gól és egy gólpasszt szerzett az FSV Frankfurt színeiben, majd a kölcsön szerződés lejártát követően visszatért Lipcsébe.

#### Brøndby IF
2017. január 30-án a Brøndby hivatalos honlapján jelentette be, hogy másfél évre kölcsönvette az RB Leipzig magyar válogatott középpályását. Bröndbynél Alexander Zorniger vezetőedzővel és Bódog Tamás másodedzővel dolgozhat együtt, akiket Lipcséből már ismert. Kalmár a 2016 nyarán távozó Johan Elmander 11-es mezét örökölte meg a dán klubnál. A dél-koreai Csonbuk Motors elleni felkészülési mérkőzésen a kezdőcsapatban kapott helyet, a 3–1-gyel záruló mérkőzésen. Február 19-én az FC København ellen debütált a bajnokságban a 75. percben Frederik Holst cseréjeként. Másnap a Bröndby és a Lyngby tartalékbajnokin Kalmár hatalmas góllal járult hozzá csapata 3–1-es győzelméhez. Március 8-án Brøndby 4–1-re legyőzte idegenben a harmadosztályú Marienlystet a dán kupa nyolcaddöntőjében. A vendégek negyedik gólját Kalmár szerezte, aki először volt eredményes új csapatában. Négy nappal később a bajnokságban az AC Horsens ellen a 16. percben szabadrúgásból ívelte be a labdát, amit Rodolph Austin fejelt a kapuba. Április 9-én a bajnokság felsőházi rájátszásának 2. fordulójában a Bröndby 2–1-re nyert a Lyngby otthonában. Kezdőként 61 percet töltött a pályán, a duplázó Teemu Pukki első találatánál pedig ő jegyezte a gólpasszt. Négy nappal később a kupában a negyeddöntőbe a 79. percben állt be, majd a hosszabbítás végén megszerezte a továbbjutást érő gólt csapatának a Randers FC ellen.

#### FC DAC 1904
2017. augusztus 9-én a Brøndby megszakította másfél éves kölcsönszerződését, Kalmár pedig augusztus 10-én egy évre a szlovákiai FC DAC 1904 csapatához igazolt kölcsönbe. Augusztus 13-án, a bajnokság 4. fordulójában, a Slovan Bratislava elleni mérkőzésen mutatkozott be új csapatában, az 55. percben állt be csereként Vida Kristopher helyére. Egy héttel később góllal és gólpasszal járult hozzá a bajnoki címvédő MŠK Žilina 4–2-es legyőzéséhez. A bajnokság 8. fordulójában, a Zlaté Moravce ellen két gólt szerzett, a DAC pedig 3–2-re nyert. November 3-án a Slovan Bratislava ellen a 83. percben ballal 14 méterről laposan kilőtte a bal alsó sarkot, kialakítva a 2–1-s végeredményt. A hónap végén a DAC szurkolói őt választották az ősz legjobb játékosának. 2018. május 5-én a Spartak Trnava elleni, 2–0-ra elveszített bajnokin kiállították.
2018. július 6-án a dunaszerdahelyi klub végleg megvásárolta Kalmár játékjogát a Leipzigtől.
A 2018-2019-es bajnokság második fordulójában gólt lőtt és gólpasszt adott a Michalovce ellen 4–1-re megnyert bajnokin. A hetedik fordulóban, a Szered ellen 5–0-ra megnyert bajnokin gólt lőtt és két gólpasszt adott. Szeptember 29-én, a bajnokság 10. fordulójában büntetőből gólt szerzett a Szenc ellen 2–1-re megnyert mérkőzésen. Október 2-án, a Szlovák Kupa ötödik fordulójában két gólt lőtt és gólpasszt adott a harmadosztályú MFK Vranov nad Topl'ou ellen 5–2-re megnyert mérkőzésen. Október 20-án, a bajnokság 12. fordulójában gólt lőtt a Podbrezová ellen 3–2-re megnyert mérkőzésen. Az őszi szezon végén a statisztikák alapján bekerült a szezon álomcsapatába. 16 találkozón négy gólt szerzett és öt gólpasszt adott. A teljes idényt figyelembe véve 29 bajnokin nyolc gólt szerzett és öt gólpasszt jegyzett a végül 2. helyezett dunaszerdahelyi csapatban, a szlovák Sport napilap beválasztotta a szezon álomcsapatába is.
A következő szezon előtt őt választották a DAC csapatkapitányává. Az új bajnoki idény első fordulójában két gólt szerzett a Zlaté Moravce ellen, csapata 2–1-re győzött. Gólt szerzett a következő fordulóban is, a DAC 5–1-re múlta felül az újonc FK Pohroniét. Augusztus elején térdsérülése miatt esett ki a csapatból, majd kiderült, hogy műtét és hosszabb kihagyás vár rá. Október 20-án, a bajnokság 12. fordulójában lépett újra pályára. A következő fordulóban gólt szerzett az FK Pohronie ellen 2–0-ra megnyert találkozón. A szezon végén bekerült a bajnokság álomcsapatába.
A 2020-2021-es szezon első fordulójában a DAC 6–0-ra győzte le a Szered csapatát, Kalmár gólt lőtt és gólpasszt adott. A következő fordulóban a DAC ugyancsak 6–0 arányban győzte le a Nitra csapatát, Kalmár pedig ezen a találkozón is gólt szerzett. Az ötödik fordulóban a Zlaté Moravce ellen idegenben nyert 2–1-re a dunaszerdahelyi csapat, Kalmár büntetőből volt eredményes. A 6. fordulóban két gólt szerzett a Rózsahegy ellen 3–2-re megnyert találkozón. A 7. fordulóban a Szenice ellen idegenben 4–2-re megnyert bajnokin szintén duplázni tudott. A bajnokság 8. fordulójában a Trencsént győzte le 3–1-re a DAC, Kalmár pedig megszerezte nyolcadik gólját is a szezonban.
2021 márciusában a magyar válogatott Andorra elleni vb-selejtezőjén a bal térdében külső oldalszalag-szakadást szenvedett. Májusban műtötték meg, majd többhónapos rehabilitáció várt rá. 2022. július 28-án 16 hónapos kihagyás után tért vissza a pályára az Európa-konferencialiga selejtezőjének 2. fordulójában a feröeri Víkingur ellen 2–0-ra megnyert hazai mérkőzésen. Július 31-én a Zlaté Moravce ellen 3–0-ra megnyert szlovák bajnoki mérkőzésen fantasztikus szabadrúgásgólt lőtt. Szeptember 10-én a 100. szlovák bajnoki meccsét játszotta: a Fortuna liga 10. fordulójában gólt lőtt a Skalica elleni 1–1-re végződő mérkőzésen. Ezzel a találattal bekerült a klub három legeredményesebb élvonalbeli gólszerzője közé. Négy nappal később – a szlovák kupában a legjobb 32 közé jutásért – a Baník Kalinovo elleni mérkőzésen gólt szerzett és 3 gólpasszt adott. November 12-én a Trenčín elleni idegenbeli bajnoki mérkőzésen – a 61. percben csereként beállva – 2 gólt lőtt, a DAC 4–0-ra győzött.
2017 és 2023 között a DAC színeiben 148 tétmérkőzésen szerepelt, 47 gólt szerzett és 29 gólpasszt adott.

#### Fehérvár FC
2023. augusztus 11-én bejelentették, hogy kettő plusz egy évre érvényes szerződést írt alá a székesfehérvári együtteshez. Október 8-án az MTK elleni bajnoki mérkőzésen 2 góllal és 1 gólpasszal járult hozzá csapata 3–0-ás győzelméhez.

### A válogatottban
2012. szeptember 25-én Mészöly Géza behívta a hazai rendezésű U19-es labdarúgó-Európa-bajnokságra készülő magyar U19-es labdarúgó-válogatott keretébe. magyar U18-as labdarúgó-válogatottban az olasz U18-as labdarúgó-válogatott ellen debütált és góllal mutatkozott be az 5-2-re megnyert mérkőzésen, ami az egyetlen mérkőzése volt az U18-asok között. Tagja volt a 2014-es U19-es labdarúgó-Európa-bajnokságon részvevő magyar U19-es labdarúgó-válogatottnak, amely tagjaként a csoportkörben az izraeli U19-es labdarúgó-válogatott ellen 2-1-re megnyert mérkőzésen a 25. percben fél pályán át vezette a labdát, lerázta izraeli védőjét és a kapuba lőtte a labdát.
A 2015-ös U20-as labdarúgó-világbajnokságon is részt vett a magyar korosztályos válogatottal. Az első mérkőzésen az észak-koreai U20-as labdarúgó-válogatott ellen 5-1-re megnyert mérkőzésen a 33. percben egy bal oldali Tamás Krisztián beadást követően mindenkit megelőzve hét méterről a kapu bal sarkába fejelte a labdát.
2014. május 22-én debütált a Magyar labdarúgó-válogatottban a dán labdarúgó-válogatott elleni barátságos mérkőzésen a debreceni Nagyerdei stadionban, amikor a félidőben Pátkai Mátét váltotta. Második válogatott mérkőzése az Albán labdarúgó-válogatott ellen 1-0-ra megnyert felkészülési mérkőzés volt, amelyen a félidőben küldte pályára Pintér Attila Futács Márkó helyére.
2020. október 8-án a Bulgária ellen 3–1-re megnyert Európa-bajnoki pótselejtezőn szerezte meg első válogatott gólját.
2021 márciusában  magyar labdarúgó-válogatott Andorra elleni vb-selejtezőjén a bal térdében külső oldalszalag-szakadást szenvedett. Emiatt nem szerepelhet a Európa-bajnokságon.
2022. november 17-én a Luxemburg ellen 2–2-re végződő barátságos mérkőzésen tért vissza, a 87. percben állt be csereként. Három nappal később a Puskás Ferenc Stadionban szabadrúgásból győztes gólt rúgott a Görögország elleni meccsen, a 92. percben állt be, a 93. percben szerezte a mesteri találatot.

## Statisztika

### Klubcsapatokban
2025. március 7-i állapot szerint.
| Klub             | Szezon           | Bajnokság | Bajnokság | Kupa  | Kupa  | Ligakupa | Ligakupa | Nemzetközi | Nemzetközi | Összesen | Összesen |
| Klub             | Szezon           | Mérk.     | Gólok     | Mérk. | Gólok | Mérk.    | Gólok    | Mérk.      | Gólok      | Mérk.    | Gólok    |
| ---------------- | ---------------- | --------- | --------- | ----- | ----- | -------- | -------- | ---------- | ---------- | -------- | -------- |
| Győri ETO        | 2012–13          | 2         | 1         | —     | —     | 3        | 1        | —          | —          | 5        | 2        |
| Győri ETO        | 2013–14          | 21        | 2         | 3     | 0     | 2        | 0        | —          | —          | 26       | 2        |
| Győri ETO        | Összesen         | 23        | 3         | 3     | 0     | 5        | 1        | —          | —          | 31       | 4        |
| RB Leipzig       | 2014–15          | 17        | 0         | —     | —     | —        | —        | —          | —          | 17       | 0        |
| RB Leipzig       | 2015–16          | 4         | 0         | —     | —     | —        | —        | —          | —          | 4        | 0        |
| RB Leipzig       | 2016–17          | —         | —         | 1     | 0     | —        | —        | —          | —          | 1        | 0        |
| RB Leipzig       | Összesen         | 21        | 0         | 1     | 0     | —        | —        | —          | —          | 22       | 0        |
| RB Leipzig II    | 2014–15          | 2         | 0         | —     | —     | —        | —        | —          | —          | 2        | 0        |
| RB Leipzig II    | 2015–16          | 7         | 2         | —     | —     | —        | —        | —          | —          | 7        | 2        |
| RB Leipzig II    | 2016–17          | 5         | 4         | —     | —     | —        | —        | —          | —          | 5        | 4        |
| RB Leipzig II    | Összesen         | 14        | 6         | —     | —     | —        | —        | —          | —          | 14       | 6        |
| FSV Frankfurt    | 2015–16          | 12        | 1         | —     | —     | —        | —        | —          | —          | 12       | 1        |
| FSV Frankfurt    | Összesen         | 12        | 1         | —     | —     | —        | —        | —          | —          | 12       | 1        |
| Brøndby          | 2016–17          | 12        | 0         | 3     | 2     | —        | —        | —          | —          | 15       | 2        |
| Brøndby          | 2017–18          | 1         | 0         | —     | —     | —        | —        | 3          | 0          | 4        | 0        |
| Brøndby          | Összesen         | 13        | 0         | 3     | 2     | —        | —        | 3          | 0          | 19       | 2        |
| DAC              | 2017–18          | 25        | 4         | 4     | 1     | —        | —        | —          | —          | 29       | 5        |
| DAC              | 2018–19          | 29        | 8         | 2     | 2     | —        | —        | 4          | 0          | 35       | 10       |
| DAC              | 2019–20          | 16        | 9         | 3     | 0     | —        | —        | 4          | 1          | 23       | 10       |
| DAC              | 2020–21          | 23        | 13        | —     | —     | —        | —        | 3          | 0          | 26       | 13       |
| DAC              | 2021–22          | —         | —         | —     | —     | —        | —        | —          | —          | —        | —        |
| DAC              | 2022–23          | 26        | 8         | 3     | 1     | —        | —        | 2          | 0          | 31       | 9        |
| DAC              | 2023–24          | 2         | 0         | —     | —     | —        | —        | 2          | 0          | 4        | 0        |
| DAC              | Összesen         | 121       | 42        | 12    | 4     | —        | —        | 15         | 1          | 148      | 47       |
| Fehérvár         | 2023–24          | 11        | 3         | 1     | 0     | —        | —        | —          | —          | 12       | 3        |
| Fehérvár         | 2024–25          | 15        | 1         | 2     | 0     | —        | —        | —          | —          | 17       | 1        |
| Fehérvár         | Összesen         | 26        | 4         | 3     | 0     | —        | —        | —          | —          | 29       | 4        |
| Karrier összesen | Karrier összesen | 230       | 56        | 22    | 6     | 5        | 1        | 18         | 1          | 275      | 64       |

### A válogatottban
| Magyarország | Magyarország | Magyarország |
| Év           | Mérk.        | Gólok        |
| ------------ | ------------ | ------------ |
| 2014         | 5            | 0            |
| 2015         | 2            | 0            |
| 2016         | –            | –            |
| 2017         | 2            | 0            |
| 2018         | 4            | 0            |
| 2019         | 3            | 0            |
| 2020         | 8            | 2            |
| 2021         | 3            | 0            |
| 2022         | 2            | 1            |
| 2023         | 7            | 0            |
| Összesen     | 36           | 3            |

### Mérkőzései a válogatottban
| Magyarország | Magyarország         | Magyarország                           | Magyarország   | Magyarország | Magyarország  | Magyarország    | Magyarország | Magyarország      |
| #            | Dátum                | Helyszín                               | Hazai          | Eredmény     | Vendég        | Kiírás          | Gólok        | Esemény           |
| ------------ | -------------------- | -------------------------------------- | -------------- | ------------ | ------------- | --------------- | ------------ | ----------------- |
| 1.           | 2014. május 22.      | Debrecen, Nagyerdei stadion            | Magyarország   | 2 – 2        | Dánia         | barátságos      | -            | a szünetben       |
| 2.           | 2014. június 4.      | Budapest, Puskás Ferenc Stadion        | Magyarország   | 1 – 0        | Albánia       | barátságos      | -            | a szünetben 83'   |
| 3.           | 2014. június 7.      | Budapest, Puskás Ferenc Stadion        | Magyarország   | 3 – 0        | Kazahsztán    | barátságos      | -            | 79'               |
| 4.           | 2014. október 14.    | Tórshavn, Tórsvøllur Stadion           | Feröer         | 0 – 1        | Magyarország  | Eb-selejtező    | -            | 73'               |
| 5.           | 2014. november 18.   | Budapest, Groupama Aréna               | Magyarország   | 1 – 2        | Oroszország   | barátságos      | -            | a szünetben       |
| 6.           | 2015. szeptember 7.  | Belfast, Windsor Park                  | Észak-Írország | 1 – 1        | Magyarország  | Eb-selejtező    | -            |                   |
| 7.           | 2015. október 11.    | Pireusz, Karaiszkákisz Stadion         | Görögország    | 4 – 3        | Magyarország  | Eb-selejtező    | -            | 71'               |
| 8.           | 2017. március 25.    | Lisszabon, Estádio da Luz              | Portugália     | 3 – 0        | Magyarország  | vb-selejtező    | -            | 69'               |
| 9.           | 2017. június 5.      | Budapest, Groupama Aréna               | Magyarország   | 0 – 3        | Oroszország   | barátságos      | -            | 46'               |
| 10.          | 2018. szeptember 8.  | Tampere, Tampere Stadion               | Finnország     | 1 – 0        | Magyarország  | Nemzetek Ligája | -            | 61'               |
| 11.          | 2018. október 12.    | Athén, Olimpiai Stadion                | Görögország    | 1 – 0        | Magyarország  | Nemzetek Ligája | -            | 32' 55'           |
| 12.          | 2018. november 15.   | Budapest, Groupama Aréna               | Magyarország   | 2 – 0        | Észtország    | Nemzetek Ligája | -            | 83'               |
| 13.          | 2018. november 18.   | Budapest, Groupama Aréna               | Magyarország   | 2 – 0        | Finnország    | Nemzetek Ligája | -            | 78'               |
| 14.          | 2019. március 21.    | Nagyszombat, Anton Malatinský Stadion  | Szlovákia      | 2 – 0        | Magyarország  | Eb-selejtező    | -            | 10' 61'           |
| 15.          | 2019. március 24.    | Budapest, Groupama Aréna               | Magyarország   | 2 – 1        | Horvátország  | Eb-selejtező    | -            | 65'               |
| 16.          | 2019. november 15.   | Budapest, Puskás Aréna                 | Magyarország   | 1 – 2        | Uruguay       | barátságos      | -            | 34' 83'           |
| 17.          | 2020. szeptember 3.  | Sivas, Sivas Arena                     | Törökország    | 0 – 1        | Magyarország  | Nemzetek Ligája | -            | 81'               |
| 18.          | 2020. szeptember 6.  | Budapest, Puskás Aréna                 | Magyarország   | 2 – 3        | Oroszország   | Nemzetek Ligája | -            | a szünetben       |
| 19.          | 2020. október 8.     | Szófia, Vaszil Levszki Nemzeti Stadion | Bulgária       | 1 – 3        | Magyarország  | Eb-selejtező    | 1            | 47' 70'           |
| 20.          | 2020. október 11.    | Belgrád, Rajko Mitić Stadion           | Szerbia        | 0 – 1        | Magyarország  | Nemzetek Ligája | -            | 76'               |
| 21.          | 2020. október 14.    | Moszkva, VTB Aréna                     | Oroszország    | 0 – 0        | Magyarország  | Nemzetek Ligája | -            | 77'               |
| 22.          | 2020. november 12.   | Budapest, Puskás Aréna                 | Magyarország   | 2 – 1        | Izland        | Eb-selejtező    | -            | 61'               |
| 23.          | 2020. november 15.   | Budapest, Puskás Aréna                 | Magyarország   | 1 – 1        | Szerbia       | Nemzetek Ligája | 1            | 39'               |
| 24.          | 2020. november 18.   | Budapest, Puskás Aréna                 | Magyarország   | 2 – 0        | Törökország   | Nemzetek Ligája | -            | a szünetben       |
| 25.          | 2021. március 25.    | Budapest, Puskás Aréna                 | Magyarország   | 3 – 3        | Lengyelország | vb-selejtező    | -            | 81'               |
| 26.          | 2021. március 28.    | Serravalle, Stadio Olimpico            | San Marino     | 0 – 3        | Magyarország  | vb-selejtező    | -            | a szünetben       |
| 27.          | 2021. március 31.    | Andorra la Vella, Estadi Nacional      | Andorra        | 1 – 4        | Magyarország  | vb-selejtező    | -            | 29'               |
| 28.          | 2022. november 17.   | Luxembourg, Stade de Luxembourg        | Luxemburg      | 2 – 2        | Magyarország  | barátságos      | -            | 87'               |
| 29.          | 2022. november 20.   | Budapest, Puskás Aréna                 | Magyarország   | 2 – 1        | Görögország   | barátságos      | 1            | 90+2' 90+3' 90+4' |
| 30.          | 2023. március 23.    | Budapest, Puskás Aréna                 | Magyarország   | 1 – 0        | Észtország    | barátságos      | -            | 60'               |
| 31.          | 2023. március 27.    | Budapest, Puskás Aréna                 | Magyarország   | 3 – 0        | Bulgária      | Eb-selejtező    | -            | 87'               |
| 32.          | 2023. június 17.     | Podgorica, Városi stadion              | Montenegró     | 0 – 0        | Magyarország  | Eb-selejtező    | -            | 72'               |
| 33.          | 2023. szeptember 10. | Budapest, Puskás Aréna                 | Magyarország   | 1 – 1        | Csehország    | barátságos      | -            | 21' 46'           |
| 34.          | 2023. október 14.    | Budapest, Puskás Aréna                 | Magyarország   | 2 – 1        | Szerbia       | Eb-selejtező    | -            | 62' 90+3′, 90+7′  |
| 35.          | 2023. november 16.   | Szófia, Vaszil Levszki Nemzeti Stadion | Bulgária       | 2 – 2        | Magyarország  | Eb-selejtező    | -            | 81'               |
| 36.          | 2023. november 19.   | Budapest, Puskás Aréna                 | Magyarország   | 3 – 1        | Montenegró    | Eb-selejtező    | -            | a szünetben       |
|              | Összesen             |                                        |                | 36           | mérkőzés      |                 | 3            | gól               |

## Sikerei, díjai

### Klubcsapatokkal
Győri ETO
- Magyar bajnok (1): 2012–13
- Magyar szuperkupa (1): 2013

 FC DAC
- Szlovák Ezüstérmes (3): 2018–19, 2020–21, 2022–23
- Szlovák Bronzérmes (2): 2017–18, 2019–20

### Egyéni
- Csehországi Jezek Kupa legjobb játékosa: 2012 [94]
- Az NB1 év felfedezettje: 2013–14 [95]
- Fortuna Liga – Az év játékosa a Szlovák Labdarúgó-szövetség és a Pravda szavazásán: 2020 [96]
- Fortuna Liga – Az év játékosa: 2020–2021 [97]